# 源平盛衰記
『源平盛衰記』（げんぺいせいすいき／げんぺいじょうすいき）は、軍記物語の『平家物語』の異本の一つ。平家諸本の中で最も大部で全48巻からなる。一般的には読み本系諸本に分類される（詳しくは『平家物語』を参照）。

## 概要
成立年代は14世紀頃と考えられ、治承年間から寿永年間（1177年-1184年）の源平争乱を中心に叙述する。平家物語には年代記的形式がみられるが、特に源平盛衰記は安元を除いて仁安から文治までの改元記事を網羅的に取り入れている。語り本系諸本が14世紀には覚一によって校訂されていたのに対し、読み本系諸本は近世初期に源平盛衰記古活字版が刊行されるまで校訂されなかった。源平盛衰記には様々な説話が挿入され、近世初期に校訂されるまで不規則で根本的な変化が繰り返されたとされる。
渥美かをるにより、慶長古活字本とその影響下に成立した系統と、慶長古活字本との直接の影響関係が認められない系統の二つの分類の系統が立てられた。前者には慶長古活字本のほか、元和寛永中刊古活字体、付訓整版本、近衛本（写）、天理図書館本（写）、書陵部本（写）、東京大学付属図書館本（写）などがある。また後者には蓬左文庫本（写）や静嘉堂文庫本（写）、黒川本などがある。このうち黒川本は山田孝雄の『平家物語考』で紹介されたのち関東大震災で焼失してしまったが、早稲田大学附属図書館蔵無刊記整版本に全巻にわたり黒川本との異同が記されている。
平家物語に関する最初の集中的な異本照合作業は水戸藩の『参考源平盛衰記』編纂とされるが、その過程で『大日本史』編纂のため平家物語を資料として吟味すること、諸本を展望するため分量の多い源平盛衰記がベースとすることが方針とされた。この『参考源平盛衰記』を底本とした『新定源平盛衰記』（全6巻）が新人物往来社より1988年から1991年に刊行された（現在は絶版）。三弥井書店からは全8巻の予定で1991年から『源平盛衰記』が発売されている（2019年までに第7巻まで刊行）。2005年に注釈無しの現代語訳『完訳源平盛衰記』が勉誠出版より全8巻で発売されている。

## 成立時期と系統
『平家物語』と『源平盛衰記』の先後関係の問題は、そう単純ではなく研究者間で大きく異なるので、主な主張を列挙する。
まず林羅山は葉室時長が『源平盛衰記』を作り、行長が12巻本『平家物語』を作ったとした。これはのちの冨倉徳次郎に先行して、読み本系・語り本系の二元論を『徒然草野槌』で説いたものである。ほかにも江戸期には土肥経平・近藤芳樹が二本の先後を論じている。
近代に入り、まず山田孝雄は『源平盛衰記』が後（『平家物語考』1911年）、藤岡作太郎は『源平盛衰記』が先（『鎌倉室町時代文学史』1935年）であると、異なる研究成果を発表した。また1963年山下宏明は「原平家」から語り本系・読み本系が派生したものであり、旧延慶本・『源平盛衰記』・南都本・屋代本を同列に扱い、山下が考える「原平家」により近い『源平闘諍録』四部合戦状本の影響下に『源平盛衰記』を置いた（『源平闘諍録と研究』）。
また、冨倉徳次郎以来『盛衰記』を読み本系に分類するのが一般的であるが、渥美かをるは「冨倉徳次郎氏（の分類は）はっきりしていない」（『日本文学の争点』1969年）と述べている。渥美かをる自身も同書で「なんらかの抑揚を持った口語りの台本、特に中国の講史の影響を受けた口語りであろうと考える」と述べるように、少数ながらも語り本系の要素があるとする研究者もいる。

## 落語・講談としての源平盛衰記
落語や講談のネタとしても同名のものがあるが、筋のようなものは存在せず、実際には「漫談」「地噺」と呼ばれるものに近い。古典の『源平盛衰記』との関連性はあまり深くはなく、落語全集の類でも話の題名が「源平」「平家物語」などと記されているほどである。
「祇園精舎の鐘の声～」のくだりをひとくさり述べたあと、『平家物語』の粗筋を断片的に話し、それに関係しているかしていないか微妙なギャグやジョーク、小噺（時事ネタなど、現代の話でも全くかまわない）を連発、一段落ついたところでまた『平家物語』に戻る、という構成がとられる。小噺で笑いを取るほうが重要で、極端に言えば『平家物語』は数々の小噺をつなぎ止める接着剤の役割にすぎない。
藤井宗哲は「高座に余りかかることはなく、別の言い方をすれば時事落語で、内容は演者によって大きく変わる。いわば落語家のセンスによって変化する落語である。落語界では、（『源平盛衰記』のような）地ばなしを行う噺家は軽視されているが、この話は江戸初期の落語草創期の形態を残すものだと考えられる。演じている落語家は立派である」と述べている。
落語家の7代目林家正蔵、初代林家三平、10代目桂文治、立川談志らの得意ネタとなっていた。元々は「源平盛衰記」といえば7代目林家正蔵の十八番であり、これを東宝名人会で聞き覚えていた息子の初代三平が後輩の柳家小ゑん（後の談志）に伝授した。これにより、「源平」は多くの落語家に演じられるようになった。演者ごとのストーリーの例を大まかに記すが、実際には筋はないので、口演ごとに異なっていた。特に談志のものは初代三平から教わった「源平」に吉川英治の『新・平家物語』のエッセンスを加えたものである。
- 林家三平版…平家物語冒頭→平家追討令下る→義仲入京→義経頼朝黄瀬川対面→義仲討ち死に→オイルショックの小噺→扇の的→交通事故にまつわる小噺→壇ノ浦合戦[10]
- 立川談志版…マクラ（歴史上の人物の評価の変遷について）→平家物語冒頭→平清盛と常盤御前→袈裟御前と文覚→平家追討令下る→義仲入京→義経頼朝黄瀬川対面→義仲討ち死に→扇の的→ソビエト崩壊についての小噺→壇ノ浦の戦い

なお、談志が演じた『源平盛衰記』にはサゲがなく、『平家物語』の冒頭部分を最後に再び語るが、元の三平や文治が演じた『源平盛衰記』には地口落ちのサゲが存在する。
派生の噺として、那須与一の屋島の戦いでの扇の的の下りを詳しく話す春風亭小朝の『扇の的』という演目がある。この噺の場合、サゲは初代林家三平が演じるサゲと同じである。
上方落語では『袈裟御前』という演目の落語があり、その名の通り袈裟御前（および彼女との逸話のある文覚）に焦点を当てた形となっているが、挿話の方に重点が置かれる地噺という点では『源平』と同じである。笑福亭鶴光が得意としている。